# 휘오 순수
휘오 순수(Vio 純粋・純水(Soonsoo))는 대한민국의 코카콜라음료에서 생산/판매하고 있는 생수이다. 과거에는 순수100이란 상품으로 출시되었으나, 글로벌 샘물브랜드인 "휘오"로 통합하여 2010년 6월 3일 재출시 하였다. 코카콜라 글로벌 생수브랜드로는 다사니가 있다. 일본의 ILOHAS가 한국에 출시가 될 때 이름을 휘오 순수라고 했다.

## 용량
- 500mL PET
- 2L PET

## 같이 보기
- 삼다수
- 아이시스
- 다사니